# Rongshan (ort i Kina, Jiangxi Sheng, lat 27,71, long 116,42)
Rongshan är en ort i Kina. Den ligger i provinsen Jiangxi, i den sydöstra delen av landet, omkring 120 kilometer sydost om provinshuvudstaden Nanchang. Antalet invånare är 20 604. Befolkningen består av 9 697 kvinnor och 10 907 män. Barn under 15 år utgör 23,0 %, vuxna 15-64 år 68 %, och äldre över 65 år 8,0 %.
Runt Rongshan är det tätbefolkat, med 319 invånare per kvadratkilometer. Närmaste större samhälle är Tengqiao, 10,5 km nordost om Rongshan. I omgivningarna runt Rongshan växer i huvudsak blandskog.
Genomsnittlig årsnederbörd är 2 281 millimeter. Den regnigaste månaden är juni, med i genomsnitt 426 mm nederbörd, och den torraste är oktober, med 17 mm nederbörd.